# Bandarulanka
Bandarulanka é uma vila no distrito de East Godavari  , no estado indiano de Andhra Pradesh.

## Demografia
Segundo o censo de 2001, Bandarulanka tinha uma população de 11 691 habitantes.
Os indivíduos do sexo masculino constituem 50% da população e os do sexo feminino 50%. Bandarulanka tem uma taxa de literacia de 74%, superior à média nacional de 59,5%; com 54% para o sexo masculino e 46% para o sexo feminino. 10% da população está abaixo dos 6 anos de idade.